# Olaf Asbach
Olaf Asbach (* 8. April 1960 in Wuppertal) ist ein deutscher Politikwissenschaftler.
Olaf Asbach studierte die Fächer der Politikwissenschaft, Soziologie und Philosophie in Marburg. 1991 machte er sein Diplom in Politik und war von 1991 bis 1993 Mitarbeiter in Marburg. 1996 promovierte er mit einer Arbeit über die philosophischen Anfänge Max Horkheimers. Von 1996 bis 1999 war er als wissenschaftlicher Mitarbeiter an einem deutsch-französischen Kooperationsprojekt über das französische Deutschlandbild im Europa des 17. und 18. Jahrhunderts beteiligt. Im Jahr 2000 war er wissenschaftlicher Mitarbeiter in Marburg. 2001 erfolgte seine Habilitation in Hamburg. Von 2002 bis 2004 hatte er eine Vertretungsprofessur an der Universität Hamburg. Von 2005 bis 2007 lehrte Asbach als Vertretungsprofessor an der Universität Augsburg. Seit 2009 lehrt er als Professor für Politische Theorie und Ideengeschichte in Hamburg. Olaf Asbach forscht unter anderem über die Politische Wissenschaft in der französischen Aufklärung, die Grundlagen und Zukunft von Staat, Politik und Demokratie.

## Schriften (Auswahl)
Monographien
- Europa – vom Mythos zur Imagined Community? Zur historischen Semantik „Europas“ von der Antike bis ins 17. Jahrhundert (= Europa und Moderne. Bd. 1). Wehrhahn-Verlag, Hannover 2011, ISBN 978-3-86525-231-9.
- Staat und Politik zwischen Absolutismus und Aufklärung. Der Abbé de Saint-Pierre und die Herausbildung der französischen Aufklärung bis zur Mitte des 18. Jahrhunderts (= Europaea memoria. Reihe 1. Bd. 37). Olms, Hildesheim u. a. 2005, ISBN 3-487-12813-6.
- Die Zähmung der Leviathane. Die Idee einer Rechtsordnung zwischen Staaten bei Abbé de Saint-Pierre und Jean-Jacques Rousseau (= Politische Ideen. Bd. 15). Akademie-Verlag, Berlin 2002, ISBN 3-05-003714-8.
- Kritische Gesellschaftstheorie und historische Praxis. Entwicklungen der Kritischen Theorie bei Max Horkheimer 1930–1942/43. Lang, Frankfurt am Main 1997, ISBN 3-631-31766-2.

Herausgeberschaften
- mit Dirk Jörke: Edmund Burke: Tradition – Verfassung – Repräsentation. Kleine politische Schriften (= Schriften zur europäischen Ideengeschichte. Bd. 8). De Gruyter, Berlin/Boston 2019, ISBN 3-05-004492-6.
- Der moderne Staat und "le doux commerce". Politik, Ökonomie und internationale Beziehungen im politischen Denken der Aufklärung (= Staatsverständnisse. Bd. 68). Nomos, Baden-Baden 2014, ISBN 978-3-8487-0083-7.
- Europa und die Moderne im langen 18. Jahrhundert (= Europa und Moderne. Bd. 2). Wehrhahn, Hannover 2014, ISBN 978-3-86525-359-0.